# Marc Del Gaizo
Marc Del Gaizo (Basking Ridge, Nueva Jersey, 11 de octubre de 1999) es un jugador profesional estadounidense de hockey sobre hielo que se desempeña en la posición de defensor izquierdo en Nashville Predators, equipo de la National Hockey League (NHL).

## Carrera
Fue seleccionado en la cuarta ronda en la NHL Entry Draft de 2019. En 2023 hizo su debut profesional con el equipo Nashville Predators, donde lleva jugando una temporada.